# Left-brained Larry and Right-brained Rachel
|  | Denne artikel er oprettet af botten PalnaBot ud fra en ekstern database. Den kan derfor have sproglige fejl eller mangler. Denne skabelon kan fjernes efter kontrol af indholdet. |

Left-brained Larry and Right-brained Rachel er en animationsfilm instrueret af Sally Andersen Ward efter eget manuskript.